# Canoagem nos Jogos Olímpicos de Verão de 2020 - Slalom K-1 masculino
A competição do slalom K-1 masculino da canoagem nos Jogos Olímpicos de Verão de 2020 ocorreu nos dias 28 e 30 de julho de 2021 no Centro de Canoagem Slalom Kasai, em Tóquio. Um total de 24 canoístas, cada um representando seu Comitê Olímpico Nacional (CON), participaram do evento.
Jiří Prskavec, da República Checa, venceu o evento, deixando o esloveno Jakub Grigar em segundo e o alemão Hannes Aigner em terceiro. Prskavec e Aigner foram medalhistas de bronze neste evento em 2016 e 2012, respectivamente; para Grigar, esta foi a primeira medalha olímpica.

## Qualificação
Cada CON poderia qualificar apenas um barco no evento do slalom K-1 masculino. Um total de 24 vagas estavam disponíveis, alocadas conforme o seguinte:
- 1 vaga para o país-sede, Japão
- 18 vagas concedidas através do Campeonato Mundial de Canoagem Slalom de 2019
- 5 vagas concedidas através de torneios continentais, sendo 1 por continente

As vagas de qualificação foram concedidas ao CON, não ao canoísta que conquistou a vaga.

## Formato
As provas olímpicas da canoagem slalom utiliza um formato com três fases: eliminatórias, semifinal e final. Nas eliminatórias, cada canoísta tem duas descidas no percurso com o melhor tempo sendo considerado. Os 20 melhores avançam à semifinal. Na semifinal, o canoísta tem uma única descida; os 10 melhores avançam à final. Os três melhores tempos na final em descida única conquistam as medalhas de ouro, prata e bronze, respectivamente.
O circuito tem extensão aproximada de 250 metros, com até 25 portões que o canoísta deve passar na direção correta. Penalidades de tempo são adicionadas para cada uma das infrações como passagem pelo lado errado ou toque no portão. As descidas geralmente duram 95 segundos.

## Calendário
Horário local (UTC+9)
| Dia         | Horário | Fase          |
| ----------- | ------- | ------------- |
| 28 de julho | 13:45   | Eliminatórias |
| 30 de julho | 14:00   | Semifinal     |
| 30 de julho | 16:00   | Final         |

## Medalhistas
| Ouro   | CZE Jiří Prskavec |
| Prata  | SVK Jakub Grigar  |
| Bronze | GER Hannes Aigner |

## Resultados
O evento começou com as duas descidas eliminatórias em 28 de julho. Houve um dia de descanso até as disputas de semifinal e final em 30 de julho.
| Pos.              | Bib | Canoísta              | CON                 | Eliminatórias | Eliminatórias | Eliminatórias | Eliminatórias | Eliminatórias | Eliminatórias | Semifinal   | Semifinal   | Semifinal   | Final       | Final       | Final       |
| Pos.              | Bib | Canoísta              | CON                 | D1            | Pen.          | D2            | Pen.          | Melhor        | Ordem         | Tempo       | Pen.        | Ordem       | Tempo       | Pen.        | Ordem       |
| ----------------- | --- | --------------------- | ------------------- | ------------- | ------------- | ------------- | ------------- | ------------- | ------------- | ----------- | ----------- | ----------- | ----------- | ----------- | ----------- |
| Medalha de ouro   | 1   | Jiří Prskavec         | CZE República Checa | 92.57         | 0             | 91.71         | 2             | 91.71         | 4             | 94.29       | 2           | 1           | 91.63       | 0           | 1           |
| Medalha de prata  | 8   | Jakub Grigar          | SVK Eslováquia      | 94.37         | 0             | 92.38         | 2             | 92.38         | 8             | 96.27       | 2           | 4           | 94.85       | 0           | 2           |
| Medalha de bronze | 2   | Hannes Aigner         | GER Alemanha        | 96.51         | 2             | 90.14         | 0             | 90.14         | 1             | 97.97       | 0           | 7           | 97.11       | 0           | 3           |
| 4                 | 14  | Felix Oschmautz       | AUT Áustria         | 94.10         | 0             | 92.18         | 0             | 92.18         | 7             | 98.42       | 2           | 9           | 98.79       | 0           | 4           |
| 5                 | 12  | Michal Smolen         | USA Estados Unidos  | 96.61         | 4             | 102.03        | 4             | 96.61         | 19            | 96.11       | 0           | 3           | 99.12       | 0           | 5           |
| 6                 | 9   | Bradley Forbes-Cryans | GBR Grã-Bretanha    | 93.65         | 0             | 101.46        | 4             | 93.65         | 13            | 96.48       | 0           | 5           | 100.58      | 2           | 6           |
| 7                 | 6   | Boris Neveu           | FRA França          | 147.12        | 50            | 91.78         | 0             | 91.78         | 5             | 94.86       | 0           | 2           | 101.18      | 4           | 7           |
| 8                 | 4   | Lucien Delfour        | AUS Austrália       | 91.10         | 0             | 91.12         | 0             | 91.10         | 3             | 97.52       | 2           | 6           | 102.33      | 2           | 8           |
| 9                 | 19  | Erik Holmer           | SWE Suécia          | 100.36        | 4             | 94.91         | 2             | 94.91         | 16            | 98.45       | 0           | 10          | 148.59      | 52          | 9           |
| 10                | 10  | David Llorente        | ESP Espanha         | 147.62        | 50            | 95.83         | 2             | 95.83         | 18            | 98.26       | 0           | 8           | 150.08      | 52          | 10          |
| 11                | 11  | Antoine Launay        | POR Portugal        | 95.68         | 0             | 93.50         | 0             | 93.50         | 12            | 98.88       | 0           | 11          | Não avançou | Não avançou | Não avançou |
| 12                | 3   | Peter Kauzer          | SLO Eslovênia       | 93.04         | 0             | 105.64        | 2             | 93.04         | 11            | 99.10       | 0           | 12          | Não avançou | Não avançou | Não avançou |
| 13                | 7   | Martin Dougoud        | SUI Suíça           | 93.70         | 0             | 100.58        | 4             | 93.70         | 14            | 99.28       | 2           | 13          | Não avançou | Não avançou | Não avançou |
| 14                | 5   | Giovanni De Gennaro   | ITA Itália          | 90.92         | 0             | 90.65         | 0             | 90.65         | 2             | 100.23      | 4           | 14          | Não avançou | Não avançou | Não avançou |
| 15                | 17  | Krzysztof Majerczak   | POL Polônia         | 99.86         | 2             | 95.21         | 0             | 95.21         | 17            | 100.99      | 2           | 15          | Não avançou | Não avançou | Não avançou |
| 16                | 18  | Kazuya Adachi         | JPN Japão           | 97.72         | 0             | 92.09         | 0             | 92.09         | 6             | 101.60      | 0           | 16          | Não avançou | Não avançou | Não avançou |
| 17                | 20  | Quan Xin              | CHN China           | 98.86         | 2             | 98.06         | 2             | 98.06         | 20            | 101.99      | 2           | 17          | Não avançou | Não avançou | Não avançou |
| 18                | 22  | Mathis Soudi          | MAR Marrocos        | 93.86         | 0             | 100.92        | 2             | 93.86         | 15            | 103.58      | 6           | 18          | Não avançou | Não avançou | Não avançou |
| 19                | 15  | Pepe Gonçalves        | BRA Brasil          | 98.13         | 4             | 92.91         | 2             | 92.91         | 10            | 104.33      | 6           | 19          | Não avançou | Não avançou | Não avançou |
| 20                | 13  | Pavel Eigel           | ROC                 | 96.53         | 0             | 92.82         | 2             | 92.82         | 9             | 151.41      | 50          | 20          | Não avançou | Não avançou | Não avançou |
| 21                | 23  | Lucas Rossi           | ARG Argentina       | 103.02        | 4             | 98.29         | 2             | 98.29         | 21            | Não avançou | Não avançou | Não avançou | Não avançou | Não avançou | Não avançou |
| 22                | 24  | Gabriel De Coster     | BEL Bélgica         | 152.94        | 54            | 98.67         | 0             | 98.67         | 22            | Não avançou | Não avançou | Não avançou | Não avançou | Não avançou | Não avançou |
| 23                | 16  | Callum Gilbert        | NZL Nova Zelândia   | 151.85        | 54            | 101.15        | 0             | 101.15        | 23            | Não avançou | Não avançou | Não avançou | Não avançou | Não avançou | Não avançou |
| 24                | 21  | Michael Tayler        | CAN Canadá          | 117.98        | 8             | 106.04        | 2             | 106.04        | 24            | Não avançou | Não avançou | Não avançou | Não avançou | Não avançou | Não avançou |

Legenda
| Recorde mundial      | Recorde mundial (World record)               |                       | Recorde africano                      | Recorde africano (African) |                                           | Q | Classificado por posição (Qualified) |
| Recorde olímpico     | Recorde olímpico (Olympic record)            | Recorde da América    | Recorde da América (Americas)         | q                          | Classificado por melhor tempo (Qualified) |   |                                      |
| Melhor marca do ano  | Melhor marca do ano (World leading)          | Recorde asiático      | Recorde asiático (Asian)              | DNS                        | Não largou (Did not start)                |   |                                      |
| Recorde nacional     | Recorde nacional (National record)           | Recorde europeu       | Recorde europeu (European)            | DNF                        | Não terminou (Did not finish)             |   |                                      |
| Recorde pessoal      | Recorde pessoal do atleta (Personal best)    | Recorde da Oceania    | Recorde da Oceania (Oceania)          | DSQ / DQ                   | Desclassificado (Disqualified)            |   |                                      |
| Recorde da temporada | Recorde da temporada do atleta (Season best) | Recorde sul-americano | Recorde sul-americano (South America) | NM                         | Sem marca (No mark)                       |   |                                      |